# Drosophila neoguaramunu
Drosophila neoguaramunu este o specie de muște din genul Drosophila, familia Drosophilidae, descrisă de Frydenberg în anul 1956.
Este endemică în Peru. Conform Catalogue of Life specia Drosophila neoguaramunu nu are subspecii cunoscute.